# Magra Islet
Magra Islet är en ö i Australien. Den ligger i delstaten Queensland, omkring 2 000 kilometer nordväst om delstatshuvudstaden Brisbane.
Savannklimat råder i trakten. Genomsnittlig årsnederbörd är 1 475 millimeter. Den regnigaste månaden är mars, med i genomsnitt 382 mm nederbörd, och den torraste är augusti, med 6 mm nederbörd.